# Leonid Kutjma
Leonid Danylovytj Kutjma (ukrainska: Леонід Данилович Кучма), född 9 augusti 1938 i Tjajkino, Novgorod-Severskij rajon, Tjernigov oblast, Ukrainska SSR, Sovjetunionen (nu Tjakyne i Novhorod-Siverskyj rajon i Tjernihiv oblast i Ukraina), är en ukrainsk politiker. Han var landets premiärminister 1992–1993 och dess president 1994–2004.

## Biografi
Kutjma tog 1960 ingenjörsexamen i Dnjepropetrovsk, och arbetade därefter med flyg- och rymdteknik inom den sovjetiska maskinindustrin. Efter Sovjetunionens upplösning utnämndes han i oktober 1992 till Ukrainas premiärminister, och lade fram ett reformprogram med omfattande privatiseringar och nedskärningar i statliga utgifter. Reformerna röstades dock ned av parlamentet, där Ukrainas kommunistiska parti innehade majoritet, och efter omfattande gruv- och industriarbetarstrejker avgick Kutjma i september 1993.
I presidentvalet 1994 segrade Kutjma på en valplattform innehållande marknadsliberala reformer i stil med de han drivit som premiärminister, samt nära ekonomiska relationer till Ryssland. Under hans presidentskap godkändes bland annat det självständiga Ukrainas första grundlag 1996. I övrigt präglades Kutjmas första presidentperiod till stor del av ekonomisk stagnation och konflikter om landets ekonomipolitik, samt mellan ekonomiskt och politiskt dominanta grupper. År 1997 tvingades Kutjma avskeda sin premiärminister Pavlo Lazarenko, som anklagades för omfattande korruption; efter sin avgång beviljades Lazarenko asyl i USA, där han senare dömdes för en rad korruptionsrelaterade brott. På utrikesområdet kom Kutjma att föra en balanserad politik, med samarbetsavtal med både Ryssland och USA.
Efter att det ukrainska kommunistpartiet gått starkt fram i parlamentsvalet 1998 lyckades Kutjma bli omvald i presidentvalet 1999. Till premiärminister utsåg han den liberale  tidigare centralbankschefen Viktor Jusjtjenko, som planerade flera ekonomiska reformer. Kutjma började samtidigt framstå som en alltmer auktoritär ledare, efter att flera journalister och oppositionspolitiker mördats eller avlidit under oklara omständigheter. Särskilt stor uppmärksamhet väckte fallet med journalisten Giorgi Gongadze, som mördats år 2000, då att en tidigare medarbetare till Kutjma offentliggjorde bandinspelningar där presidenten uppgavs godkänna kidnappningen av Gongadze. Inspelningarna ledde till den så kallade ”kassettskandalen”, med massprotester mot Kutjma under 2000–01 som följd. I maj 2001 föll Jusjtjenkos regering efter en misstroendeomröstning i parlamentet, med Kutjmas tysta medgivande.
I parlamentsvalet 2002, som omgavs av misstankar om utbrett valfusk, fick den Kutjmatrogna valkoalitionen För ett enat Ukraina majoritet i parlamentet. I oktober 2002 anklagades Ukraina av USA för att ha sålt ett avancerat radarsystem till Saddam Husseins regim i Irak, i strid med de FN-sanktioner som riktats mot landet. Detta ledde även till avsevärt försämrade relationer med USA och EU. I presidentvalet 2004, där Kutjma inte kunde ställa upp för ytterligare än mandatperiod, gav han sitt stöd åt sin tidigare premiärminister Viktor Janukovytj mot Viktor Jusjtjenko. Janukovytj förklarades inledningsvis som segrare, men anklagelser om valfusk ledde till den så kallade orangea revolutionen och ett ogiltigförklarande av valresultatet. Omval hölls i december 2004, där Jusjtjenko istället valdes till president.
Kutjma åtalades år 2011 för sin misstänkta inblandning i mordet på Giorgi Gongadze år 2000, men efter en överklagan lades åtalet ner. På senare år har han bland annat representerat Ukraina i förhandlingar mellan Ryssland, Frankrike, Tyskland och OSSE om en lösning på Ukrainakonflikten.

## Bildgalleri

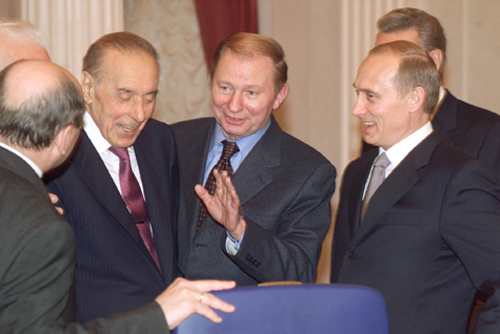
Azerbajdzjans president Gejdar Alijev, Kutjma och Rysslands president Vladimir Putin, 2000.
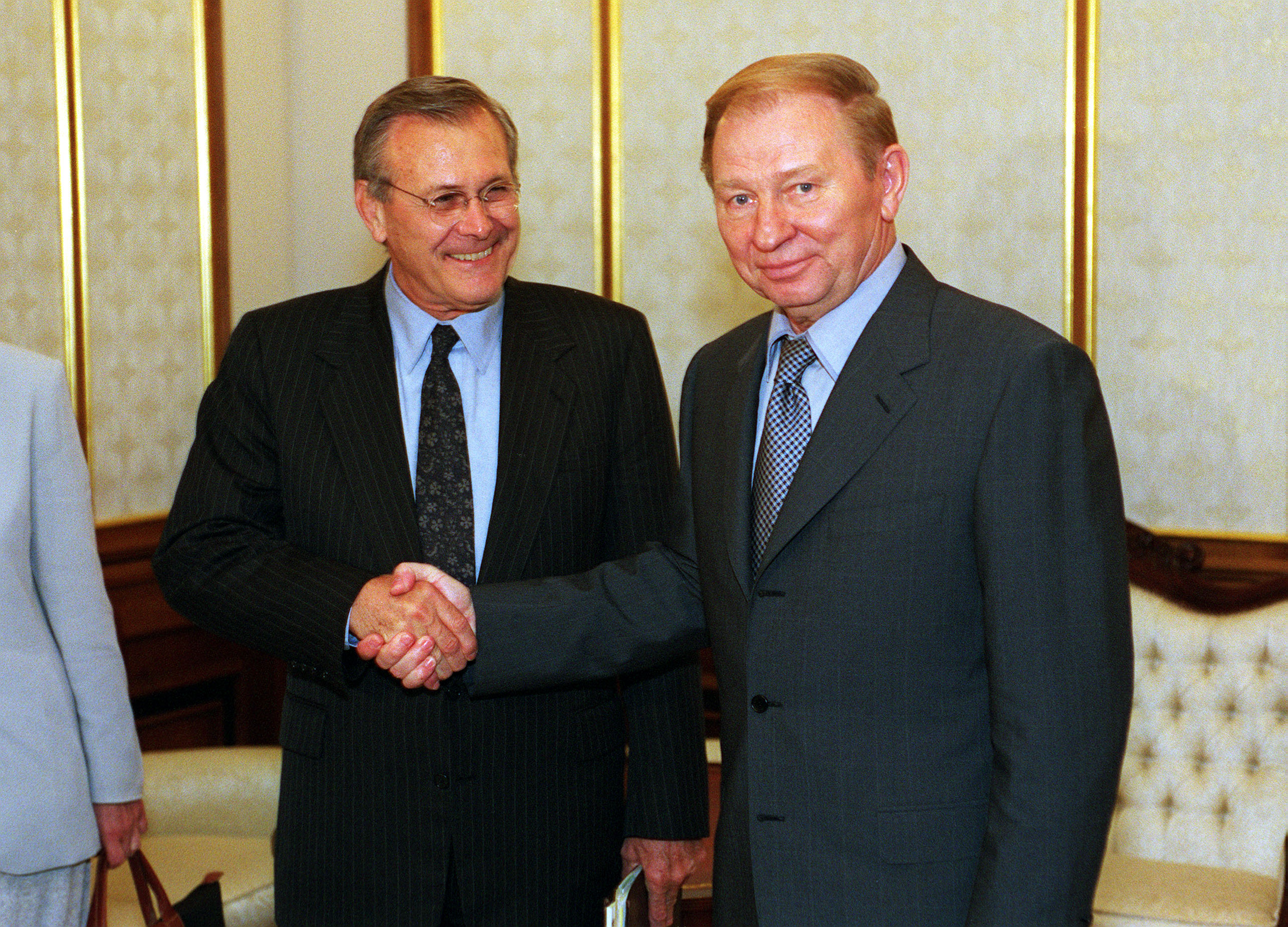
USA:s försvarsminister Donald Rumsfeld och Kutjma, 2001.
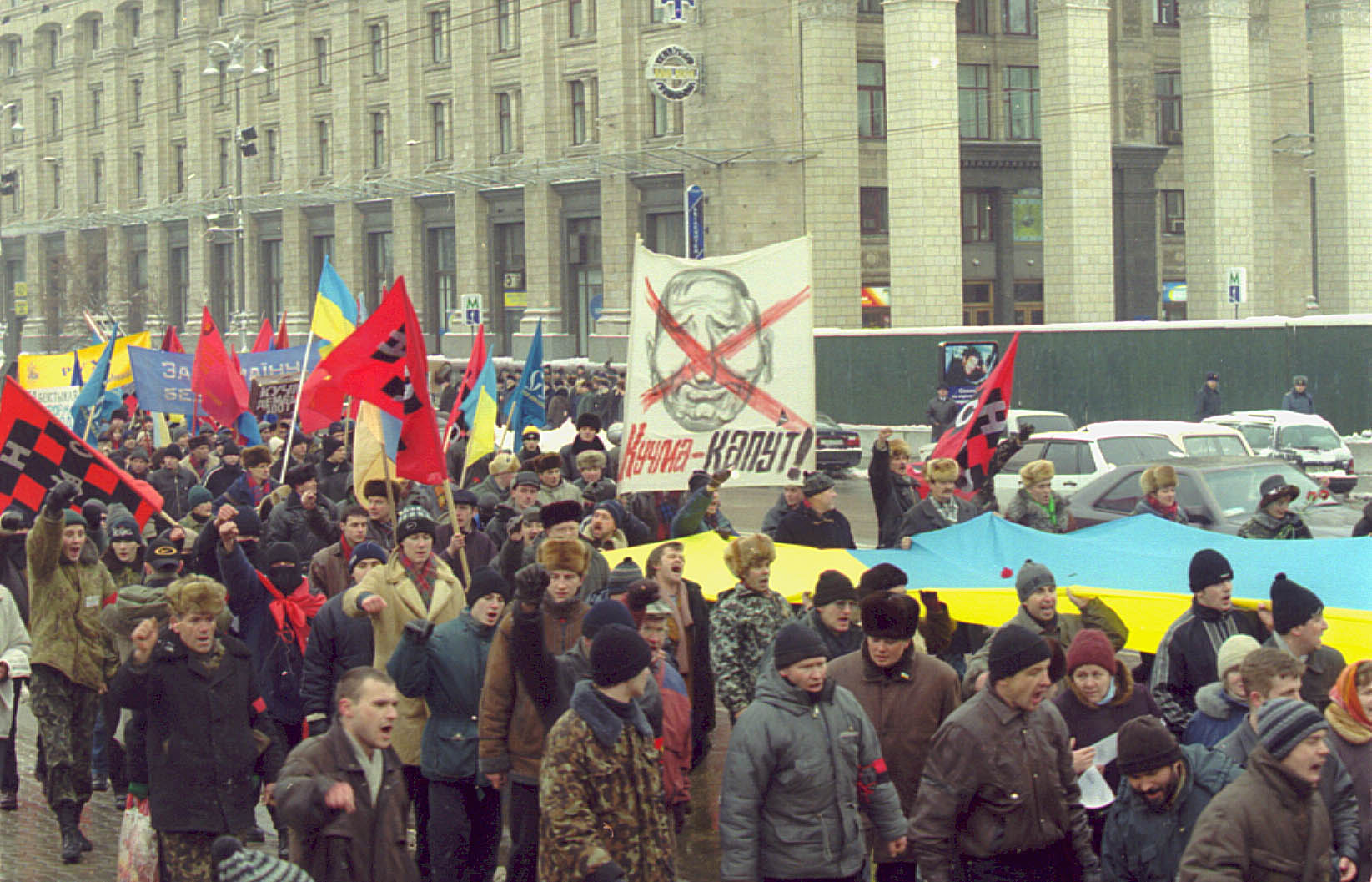
Anti-Kutjmademonstration i Kiev, 2001.
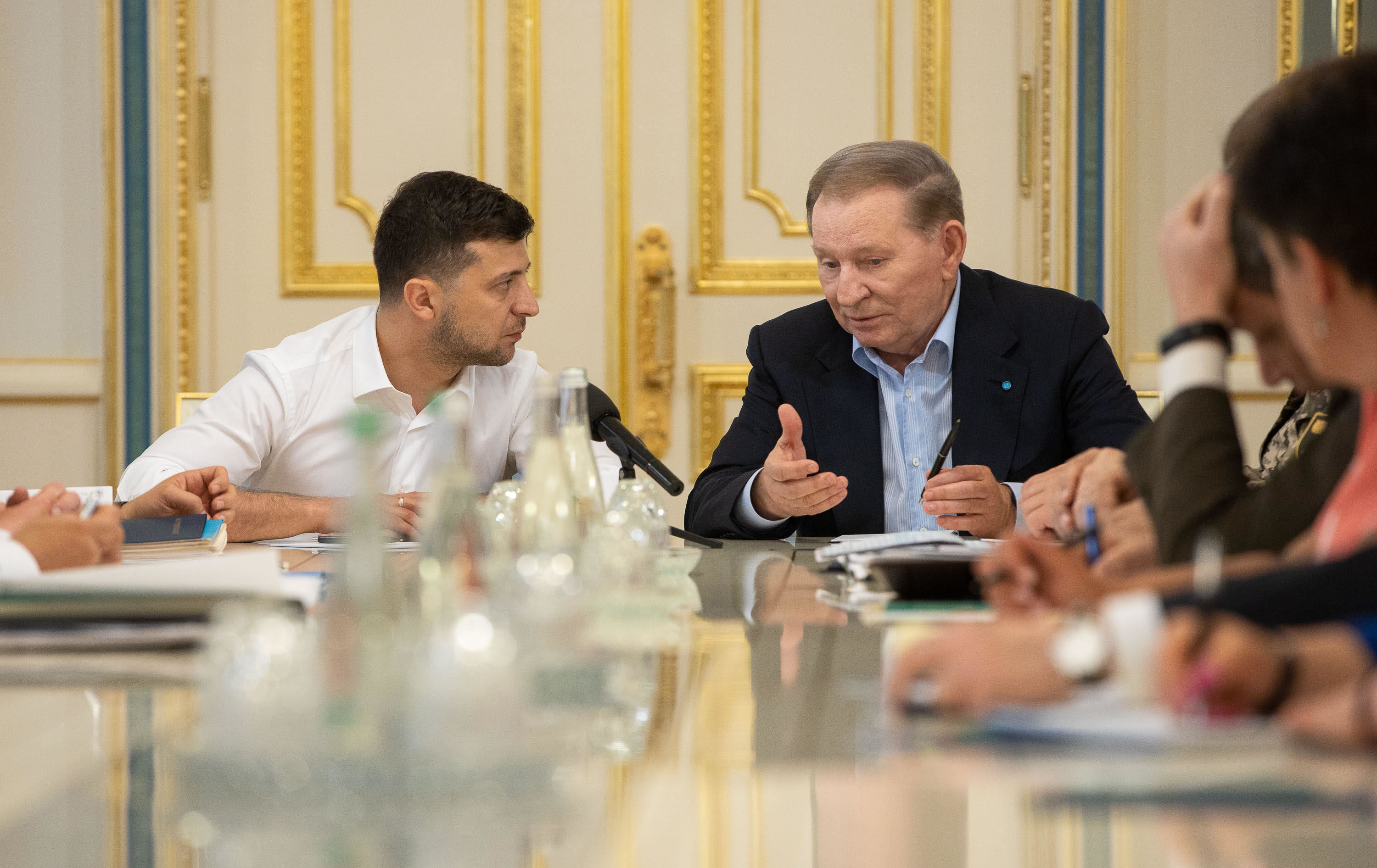
Ukrainas president Volodymyr Zelenskyj och Kutjma, 2019.

## Utmärkelser

### Sovjetunionen
- Arbetets Röda Fanas orden, 1976[9]
- Leninpriset, 1981[9]

### Utländska utmärkelser
- Kommendör med storkorset med kedja av Finlands Vita Ros’ orden, 1995[10]
- Riddare med storkorset av Italienska republikens förtjänstorden, 1995[11]
- Kedjan av San Martín Befriarens orden (Argentina), 1996
- Storkorset av Vytautasorden (Litauen), 1996[12]
- Kedjan av Civilförtjänstorden (Spanien), 1996[13]
- Mugunghwaorden (Sydkorea), 1996
- Vita örnens orden (Polen), 1997[14]
- Storkorset av Storfurst Gediminas orden (Litauen), 1998[12]
- Storkedjan av Henrik Sjöfararens orden (Portugal), 1998[15]
- Orden ”För framstående förtjänst” (Uzbekistan), 1998
- Storstjärnan av Österrikiska republikens förtjänstorden, 1998
- İstiqlal-orden (Azerbajdzjan), 1999[16]
- Gyllene örnens orden (Kazakstan), 1999[17]
- Riddare av Serafimerorden (Sverige), 1999
- Kedjan av Rumänska stjärnans orden, 2000[18]
- Stora septemberrevolutionens orden (Libyen), 2003[19]
- Republikorden (Moldavien), 2003[20]
- Laila Utamas familjeorden (Brunei), 2004[21]
- Första klassen av Fäderneslandets förtjänstorden (Ryssland), 2004[9]
- Första klassen av Vachtang Gorgasalis orden (Georgien), 2013[22]